# Stern-Primzahl
In der Zahlentheorie ist eine Stern-Primzahl (vom englischen stern prime) eine Primzahl {\displaystyle p}, welche sich nicht als Summe einer kleineren Primzahl und dem Doppelten eines Quadrats einer ganzen Zahl {\displaystyle b\not =0} darstellen lässt.
Mit anderen Worten: Gibt es für eine Primzahl {\displaystyle p} keine kleinere Primzahl {\displaystyle q} und keine ganze Zahl {\displaystyle b\not =0}, so dass {\displaystyle p=q+2b^{2}} gilt, dann nennt man {\displaystyle p} Stern-Primzahl.
Etwas umformuliert erhält man: Eine Primzahl {\displaystyle p} nennt man Stern-Primzahl, wenn {\displaystyle p-2b^{2}\not \in \mathbb {P} } keine Primzahl ergibt für alle ganzzahligen {\displaystyle b\not =0}.
Diese Zahlen wurden erstmals am 18. November 1752 von Christian Goldbach in einem Brief an Leonhard Euler erwähnt (er vermutete damals, dass jede ungerade ganze Zahl die Form {\displaystyle q+2b^{2}} mit ganzzahligem {\displaystyle b} und primen {\displaystyle q} hat) und etwa ein Jahrhundert später, im Jahr 1856, vom deutschen Mathematiker Moritz Stern genauer untersucht, nach dem diese Zahlen auch benannt wurden.

## Beispiele
- Sei {\displaystyle p=137}. Dann kann man von dieser Primzahl {\displaystyle p} die ersten doppelten Quadratzahlen {\displaystyle 2b^{2}} subtrahieren und kontrollieren, ob man eine Primzahl {\displaystyle q} erhält:

{\displaystyle 137-2\cdot 1^{2}=135=3^{3}\cdot 5\not \in \mathbb {P} } ist keine Primzahl.
{\displaystyle 137-2\cdot 2^{2}=129=3\cdot 43\not \in \mathbb {P} } ist keine Primzahl.
{\displaystyle 137-2\cdot 3^{2}=119=7\cdot 17\not \in \mathbb {P} } ist keine Primzahl.
{\displaystyle 137-2\cdot 4^{2}=105=3\cdot 5\cdot 7\not \in \mathbb {P} } ist keine Primzahl.
{\displaystyle 137-2\cdot 5^{2}=87=3\cdot 29\not \in \mathbb {P} } ist keine Primzahl.
{\displaystyle 137-2\cdot 6^{2}=65=5\cdot 13\not \in \mathbb {P} } ist keine Primzahl.
{\displaystyle 137-2\cdot 7^{2}=39=3\cdot 13\not \in \mathbb {P} } ist keine Primzahl.
{\displaystyle 137-2\cdot 8^{2}=9=3^{2}\not \in \mathbb {P} } ist keine Primzahl.
{\displaystyle 137-2\cdot 9^{2}=-25<0}
Offensichtlich gibt es kein {\displaystyle b>0}, sodass {\displaystyle 137-2\cdot b^{2}\in \mathbb {P} } eine Primzahl ist. Somit ist {\displaystyle p=137} eine Stern-Primzahl.
- Sei {\displaystyle p=97}. Wieder kontrolliert man, ob man mit obigem Verfahren eine Primzahl {\displaystyle q} erhält:

{\displaystyle 97-2\cdot 1^{2}=95=5\cdot 19\not \in \mathbb {P} } ist keine Primzahl.
{\displaystyle 97-2\cdot 2^{2}=89\in \mathbb {P} } ist eine Primzahl.
Man kann die Berechnung unterbrechen, weil man eine Primzahl {\displaystyle q=89} und ein {\displaystyle b=2\not =0} gefunden hat, sodass {\displaystyle 97-2\cdot b^{2}=q\in \mathbb {P} } eine Primzahl ist. Somit ist {\displaystyle p=97} keine Stern-Primzahl. Diese so errechnete Primzahl {\displaystyle q=89} ist in diesem Fall nicht die einzige Primzahl, die man auf diese Art erhalten kann. Ebenso ergibt auch {\displaystyle 97-2\cdot 3^{2}=79\in \mathbb {P} } und {\displaystyle 97-2\cdot 5^{2}=47\in \mathbb {P} } eine Primzahl. Es gibt für {\displaystyle p=97} also drei Möglichkeiten, dass man mit {\displaystyle p-2\cdot b^{2}} eine Primzahl erhalten kann. Diese Darstellungen nennt man Goldbach-Darstellungen von {\displaystyle p=97}.
- Die einzigen bekannten Stern-Primzahlen sind die folgenden:

2, 3, 17, 137, 227, 977, 1187, 1493 (Folge A042978 in OEIS)
Es gibt bis {\displaystyle 2\cdot 10^{13}} keine weiteren Stern-Primzahlen. Es ist unbekannt, ob es größere gibt.
- Die folgende Liste gibt alle bekannten ungeraden Zahlen {\displaystyle n} an, nicht notwendigerweise Primzahlen, welche keine Goldbach-Darstellungen haben, welche also nicht von der Form {\displaystyle n=q+2b^{2}} mit primen {\displaystyle q} sind:

1, 3, 17, 137, 227, 977, 1187, 1493, 5777, 5993 (Folge A060003 in OEIS)
Diese Zahlen nennt man Stern-Zahlen. Nur zwei dieser Zahlen sind keine Primzahlen, nämlich 5777 und 5993.
- Wie oben schon erwähnt, hat eine Zahl Zahl {\displaystyle n} oft mehrere Goldbach-Darstellungen. Die folgende Liste gibt die kleinste Zahl {\displaystyle n} an, die {\displaystyle k} Goldbach-Darstellungen hat (mit aufsteigendem {\displaystyle k=1,2,3,\ldots }, wobei auch {\displaystyle p=1} und {\displaystyle b=0} erlaubt ist):

1, 3, 13, 19, 55, 61, 139, 139, 181, 181, 391, 439, 559, 619, 619, 829, 859, 1069, 1081, 1459, 1489, 1609, 1741, 1951, 2029, 2341, 2341, 3331, 3331, 3331, 3961, 4189, 4189, 4261, 4801, 4801, 5911, 5911, 5911, 6319, 6319, 6319, 8251, 8251, 8251, 8251, 8251 (Folge A007697 in OEIS)
Beispiel:
An der siebenten und achten Stelle der obigen Liste steht die Zahl {\displaystyle n=139}. Tatsächlich gibt es für diese Zahl (in diesem Fall eine Primzahl) acht verschiedene (und somit auch sieben verschiedene) Goldbach-Darstellungen, so viel, wie keine andere kleinere Zahl vorher (bis zu dieser Zahl hatte {\displaystyle n=61} den Rekord mit sechs Goldbach-Darstellungen):
{\displaystyle 139=139+2\cdot 0^{2}} mit {\displaystyle 139\in \mathbb {P} }, ist aber genau genommen laut der Definition von Stern-Primzahlen nicht erlaubt, weil {\displaystyle b=0}
{\displaystyle 139=137+2\cdot 1^{2}} mit {\displaystyle 137\in \mathbb {P} }
{\displaystyle 139=131+2\cdot 2^{2}} mit {\displaystyle 131\in \mathbb {P} }
{\displaystyle 139=121+2\cdot 3^{2}} mit {\displaystyle 121=11^{2}\not \in \mathbb {P} }, also keine Goldbach-Darstellung
{\displaystyle 139=107+2\cdot 4^{2}} mit {\displaystyle 107\in \mathbb {P} }
{\displaystyle 139=89+2\cdot 5^{2}} mit {\displaystyle 89\in \mathbb {P} }
{\displaystyle 139=67+2\cdot 6^{2}} mit {\displaystyle 67\in \mathbb {P} }
{\displaystyle 139=41+2\cdot 7^{2}} mit {\displaystyle 41\in \mathbb {P} }
{\displaystyle 139=11+2\cdot 8^{2}} mit {\displaystyle 11\in \mathbb {P} }

## Wissenswertes
- Bei Primzahlzwillingen {\displaystyle (p,p+2)} hat die größere der beiden Primzahlen die Goldbach-Darstellung {\displaystyle p+2=p+2\cdot 1^{2}}.
- Bei Primzahlvierlingen {\displaystyle (p,p+2,p+6,p+8)} hat die größte dieser vier Primzahlen die Goldbach-Darstellung {\displaystyle p+8=p+2\cdot 2^{2}}.
- Schon Leonhard Euler vermutete, dass je größer eine Primzahl {\displaystyle p} ist, desto mehr (Goldbach-)Darstellungen der Form {\displaystyle p=q+2b^{2}} gibt es für diese Zahl. Deswegen war schon er der Meinung, dass die obige (kurze) Liste der 8 Stern-Primzahlen alle Stern-Primzahlen sind, die existieren.
- Goldbach vermutete in seinem Brief an Leonhard Euler, dass jede ungerade ganze Zahl {\displaystyle n} in der Form {\displaystyle n=q+2b^{2}} mit primen {\displaystyle q\in \mathbb {P} } oder {\displaystyle q=1} und {\displaystyle a\geq 0} geschrieben werden kann und führte als Beispiel unter anderem auch für die Stern-Primzahl {\displaystyle p=17} eine Darstellung der Form {\displaystyle 17=17+2\cdot 0^{2}} an.[2] Damit hat er auch für alle anderen Primzahlen Darstellungen der Form {\displaystyle p=p+2\cdot 0^{2}} gefunden, die allerdings nicht der heutigen Definition von Stern-Primzahlen entsprechen, weil mittlerweile {\displaystyle b\not =0} verlangt wird. Insofern behauptete er, dass alle Stern-Zahlen (mit der heutigen Definition) Primzahlen sind. Mittlerweile sind aber zwei (ungerade) Stern-Zahlen bekannt, die keine Primzahlen sind, nämlich {\displaystyle 5777=53\cdot 109} und {\displaystyle 5993=13\cdot 461}, welche definitiv keine Darstellung der Form {\displaystyle q+2b^{2}} besitzen. Somit irrte sich Goldbach.
- Moritz Stern untersuchte ab 1856 mit seinen Studenten alle ungeraden Zahlen bis {\displaystyle 9000} und fand auch die beiden Stern-Zahlen {\displaystyle 5777} und {\displaystyle 5993}, welche keine Primzahlen sind. Allerdings führte er die Primzahl {\displaystyle p=17} als kleinste Stern-Primzahl an und nicht die tatsächlich kleinste ungerade Stern-Primzahl {\displaystyle p=3}. Der Grund dafür ist der, dass damals viele Mathematiker die Zahl {\displaystyle 1} noch als Primzahl betrachteten,[4] weswegen {\displaystyle p=3} nicht als Stern-Primzahl gegolten hat, weil diese Zahl die Darstellung {\displaystyle 3=1+2\cdot 1^{2}} hat.[2]